# Stanley Norman Cohen

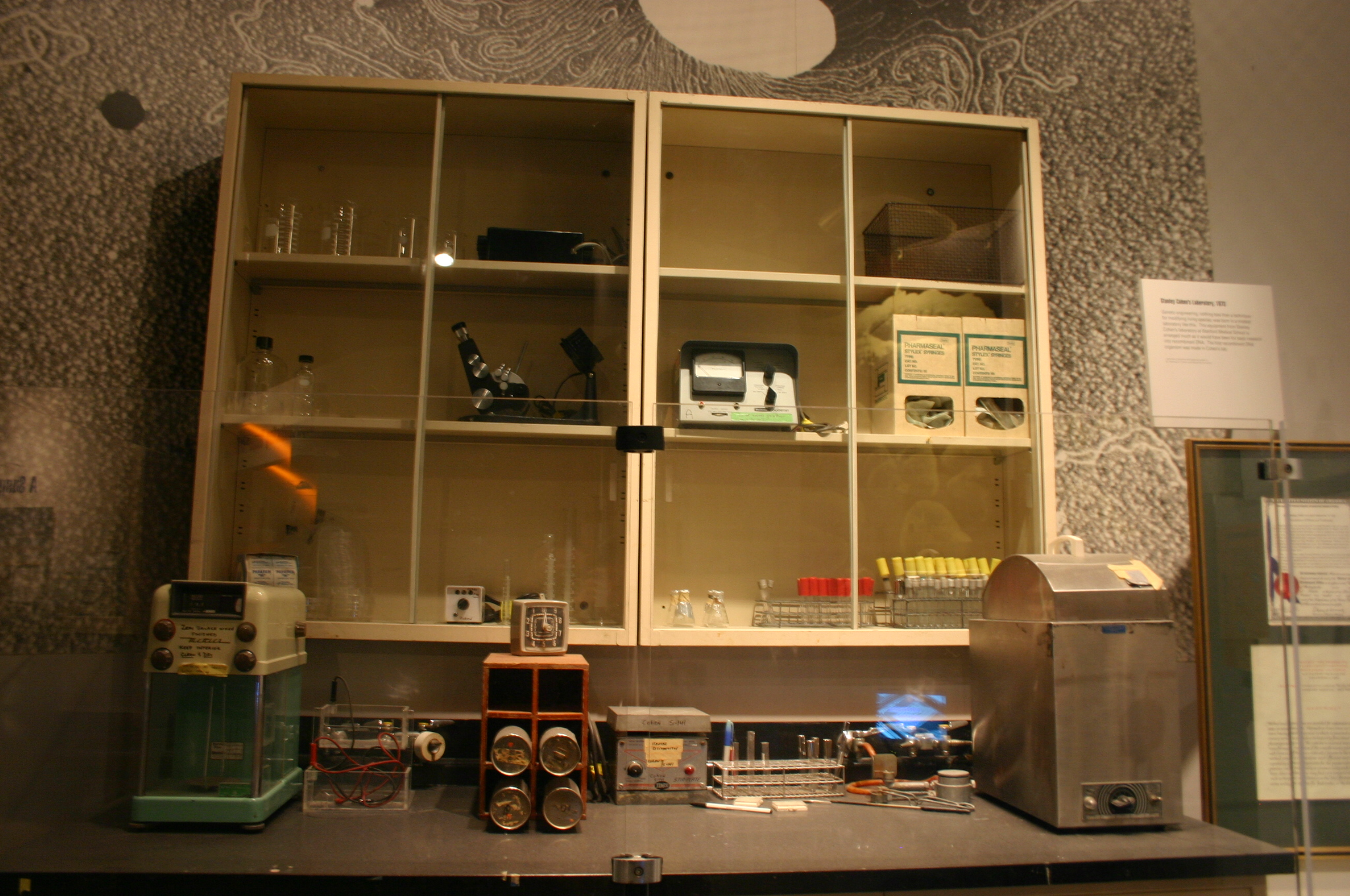
Laboratorio de ingeniería genética de Stanley Norman Cohen, 1973 - Museo Nacional de Historia Estadounidense (Washington)

Stanley Norman Cohen (Perth Amboy, Nueva Jersey, 17 de febrero de 1935) es un genetista estadounidense. Junto con Herbert Boyer fue el primer científico en trasplantar genes de un organismo vivo a otro. Esto frecuentemente se considera el origen de la ingeniería genética. Sus descubrimientos han hecho posible la producción de decenas de productos médicos, entre otras la producción de insulina sintética y de un medicamento para disolver coágulos de sangre, pero también hay dudas respecto a los efectos de los organismos genéticamente modificados en la salud humana y el medio ambiente y controversias sobre la ingeniería genética aplicada a los humanos.

## Biografía
Cohen se graduó con un bachiller universitario en Ciencias Biológicas de la Universidad Rutgers en 1956 y recibió su doctor en Medicina de la Universidad de Pensilvania en 1960. En 1961 se casó. Tiene dos hijos. Continuó su trabajo en varios hospitales e instituciones, incluido los Institutos Nacionales de Salud.
Se unió a la facultad de la Universidad Stanford en 1968. Fue allí donde comenzó a explorar el campo de los plásmidos bacterianos. Quiso comprender cómo pueden los genes incluidos en los plásmidos hacer a la bacteria portadora resistente a antibióticos. Las investigaciones de Cohen en 1972, junto con Herbert Boyer, se centraron en el desarrollo de métodos para combinar y trasplantar genes. Este descubrimiento marcó el nacimiento de la ingeniería genética. En 1980 Cohen y Boyer patentaron la tecnología del ADN recombinante. La patente caducó en 1997.
Stanley Cohen fue premiado con la National Medal of Science en 1988 por su contribución a la investigación de la resistencia antibiótica. También fue coautor (con Royston C. Clowes, Roy Curtiss III, Naomi Datta, Stanley Falkow y Richard Novick) de una propuesta para uniformizar la nomenclatura de los plásmidos de bacterias.
Desde 1975 y 1977, respectivamente, Cohen es profesor de medicina y genética en la Universidad Stanford. Continúa investigando la resistencia antibiótica. Además investiga cómo las secuencias repetitivas de ADN contribuyen a diferentes enfermedades.

## Experimento
Stanley Cohen, Paul Berg y Herbert Boyer realizaron uno de los primeros experimentos de ingeniería genética en 1973. Demostraron que el gen para el ARN ribosomal de la rana podía ser trasferido y expresado en una célula bacteriana. En primer lugar desarrollaron un método de transformación de la química celular para Escherichia coli, después construyeron un plásmido, que sería el vector pSC101. Este plásmido contenía un lugar de unión para la enzima de restricción EcoRI y un gen de resistencia a la tetraciclina. La enzima de restricción EcoRI se utilizó para cortar el ADN de la rana en pequeños segmentos. A continuación, los fragmentos de ADN de rana se combinaron con el plásmido, el cual también había sido cortado con EcoRI. Los extremos complementarios de los segmentos de ADN se alinearon y se unieron mediante la acción de la ADN ligasa. Los plásmidos fueron trasferidos a un cultivo de E. coli y puestos a crecer en un medio que contenía tetraciclina. Las células que incorporaron el plásmido con el gen de resistencia a la tretraciclina crecieron y formaron colonias. Algunas de esas colonias estaban formadas por células portadoras del gen de ARN ribosomal de la rana.